# Барбарка (Малопольське воєводство)
Барбарка (пол. Barbarka) — село в Польщі, у гміні Скала Краківського повіту Малопольського воєводства.
Населення — 219 осіб (2011).
У 1975-1998 роках село належало до Краківського воєводства.

## Демографія
Демографічна структура станом на 31 березня 2011 року:
|          | Загалом | Допрацездатний вік | Працездатний вік | Постпрацездатний вік |
| -------- | ------- | ------------------ | ---------------- | -------------------- |
| Чоловіки | 107     | 25                 | 69               | 13                   |
| Жінки    | 112     | 25                 | 57               | 30                   |
| Разом    | 219     | 50                 | 126              | 43                   |